# Bezdroża (singel)
Bezdroża – drugi singel Sylwii Grzeszczak, nagrany z gościnnym udziałem Mateusza Ziółki, promujący czwarty album piosenkarki pt. „Tamta dziewczyna”. Utwór został napisany przez Marcina Piotrowskiego, a skomponowała go Sylwia Grzeszczak. Do piosenki powstał teledysk, który obecnie (marzec 2024) przekroczył 99 milionów wyświetleń.

## Lista utworów
- Digital download

1. „Bezdroża” – 3:42[3]

## Pozycje na listach przebojów
| Notowanie (2016)        | Najwyższa pozycja |
| ----------------------- | ----------------- |
| AirPlay – Top           | 53                |
| AirPlay – Nowości       | 3                 |
| Radio Eska (Gorąca 20)  | 1                 |
| Radio Szczecin (SLiP)   | 31                |
| Wietrzne Radio (Top 15) | 1                 |

## Certyfikat
| Kraj          | Certyfikat       | Sprzedaż |
| ------------- | ---------------- | -------- |
| Polska (ZPAV) | diamentowa płyta | 250 000+ |